# Liste der deutschen Botschafter in Libyen
Die Liste der deutschen Botschafter in Libyen enthält die Botschafter der Bundesrepublik Deutschland in Libyen. Sitz der Botschaft ist in Tripolis. Von Juli 2014 bis September 2021 war die Botschaft in Tripolis vorübergehend geschlossen. Konsularische Aufgaben wurden in diesem Zeitraum von Tunis aus wahrgenommen.
| Name                    | Amtszeit  | Anmerkungen              |
| ----------------------- | --------- | ------------------------ |
| Gebhardt von Walther    | 1941–1943 | Konsul (Deutsches Reich) |
| Hans Seydel             | 1955–1958 | Gesandtschaft            |
| Ludwig Beye             | 1958–1966 | ab 1964 Botschaft        |
| Hans Seydel             | 1966–1968 |                          |
| Wilhelm Turnwald        | 1969–1971 |                          |
| Günther Franz Werner    | 1971–1977 |                          |
| Oskar Maria Neubert     | 1977–1979 |                          |
| Günter Held             | 1979–1983 |                          |
| Rolf Enders             | 1984–1986 |                          |
| Wolfgang Vorwerk        | 1986–1988 | Geschäftsträger a. i.    |
| Jürgen Hellner          | 1988–1990 |                          |
| Carl Dieter Hach        | 1991–1995 |                          |
| Peter Kiewitt           | 1995–1999 |                          |
| Dietmar Greineder       | 1999–2003 |                          |
| Heinrich-Peter Rothmann | 2003–2005 |                          |
| Bernd Westphal          | 2005–2009 |                          |
| Matthias Meyer          | 2009–2011 |                          |
| Rainer Eberle           | 2011–2013 |                          |
| Christian Much          | 2013–2016 |                          |
| Christian Buck          | 2016–2018 |                          |
| Oliver Owcza            | 2018–2021 |                          |
| Michael Ohnmacht        | 2021–2024 |                          |
| Ralph Tarraf            | seit 2024 |                          |